# John Mulcahy
John Joseph Francis Mulcahy, ameriški veslač, * 20. julij 1876, † 19. november 1942.
Mulcahy je za ZDA nastopil na Poletnih olimpijskih igrah 1904 v St. Louisu, kjer je nastopal v disciplinah dvojni dvojec in dvojec brez krmarja. V dvojnem dvojcu je s partnerjem Williamom Varleyem osvojil zlato medaljo, v dvojcu brez krmarja pa sta osvojila srebro.
Leta 1894 je diplomiral na Univerzi Fordham, kjer je leta 1915 ustanovil tudi prvo veslaško ekipo. Mulcahy je bil tudi predsednik Atalanta Boat Cluba, ki je imel sedež na reki Harlem River v New Yorku. 